# Fumagalli 1891
Fumagalli 1891 è una azienda di moda e accessori.

## Storia
La storia dell'azienda ebbe inizio nel 1850, quando Tito Fumagalli avviò a Milano la sua attività in campo tessile. Solo successivamente, durante la Belle Époque, Attilio Fumagalli iniziò a produrre cravatte in garza e vestaglie di seta. Benché l'azienda sia stata fondata a Milano, a partire dal 1981 la sede venne trasferita a Como, dove è tuttora in attività.
Nel 1906 Fumagalli, produce una serie di cravatte ispirate all'inaugurazione del traforo del Sempione, tema dell'Esposizione universale di quell'anno, mentre durante gli anni venti avvia una produzione di cravatte in rayon, materiale fino ad allora poco impiegato per la realizzazione di cravatte e accessori maschili. Nel 1946 la rivista Club decide di dedicare al marchio una serie di copertine che contribuiscono a favorirne la visibilità mentre nel 1947 Alberto e Mario Fumagalli brevettano il “gold twill”, un mezzo attraverso cui poter ampliare le possibilità di stampa su tessuto senza stravolgerne le caratteristiche basiche. Negli anni sessanta l'azienda pubblica una campagna pubblicitaria che mostra una cravatta che, come un serpente, esce da un cesto di vimini nominandola “Cobra Fumagalli”. Nel 1981 Paolo Fumagalli si associa a Guido Delli Fiori, imprenditore tessile, e nel 2006 la direzione dell'azienda viene assunta da Roberto Delli Fiori.

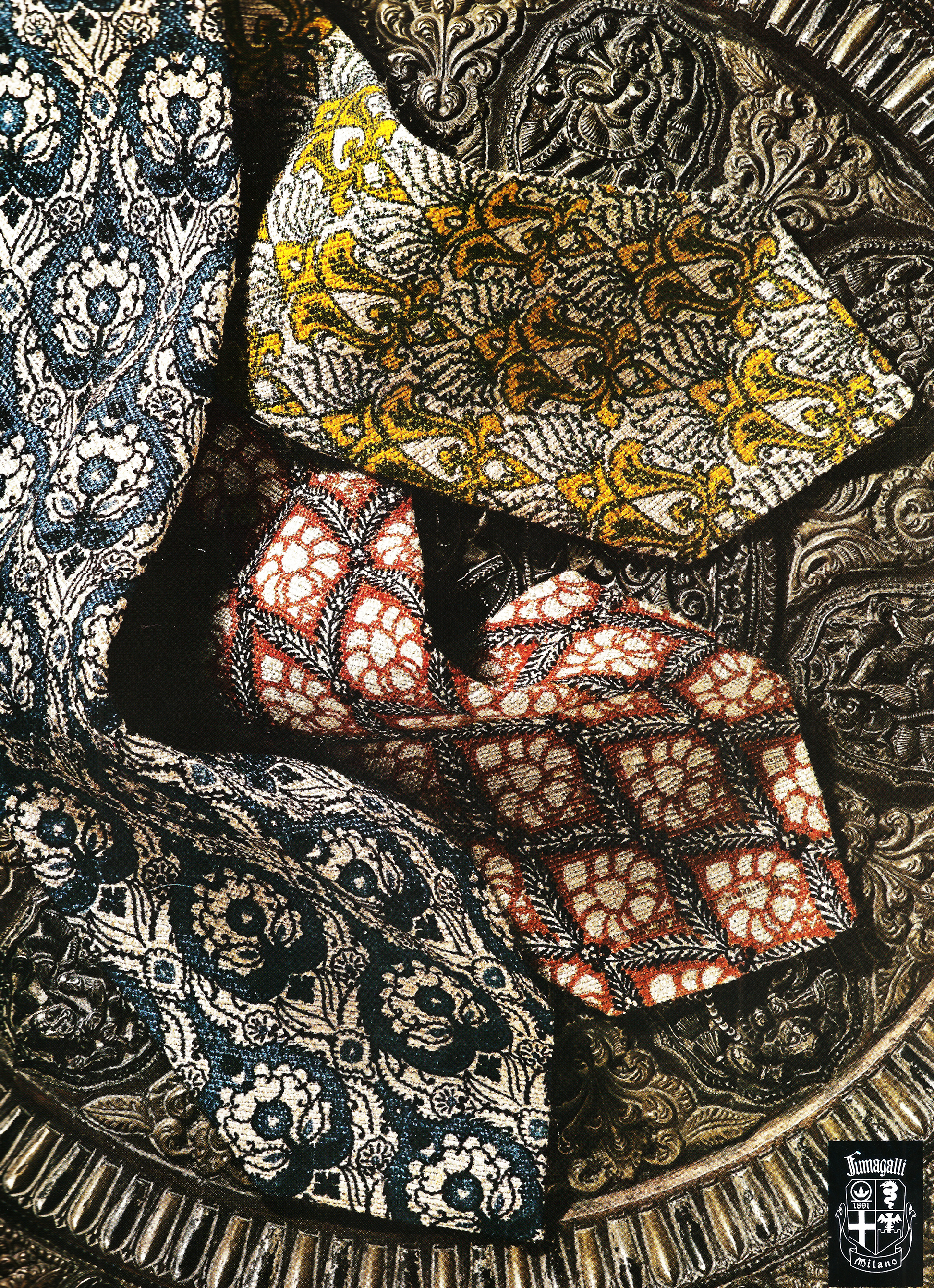
Fumagalli 1891 ties - 1969

Nel 2011 il marchio compie 120 anni d'attività.
Nel 2013 l'azienda ha vestito con le sue cravatte il Royal Sporting Club Anderlecht, famoso club calcistico belga.